# Ирунгу, Бернард
Бернард Нгумба Ирунгу (англ. Bernard Ngumba Irungu; род. 1 февраля 1976) — кенийский боксёр, представитель наилегчайшей весовой категории. Выступал за национальную сборную Кении по боксу в 2000-х годах, победитель и призёр многих турниров международного значения, участник летних Олимпийских игр в Пекине.

## Биография
Бернард Ирунгу родился 1 февраля 1976 года.
Впервые заявил о себе в боксе на взрослом уровне в 2001 году, выиграв серебряную медаль в зачёте кенийского национального первенства — в решающем поединке наилегчайшей весовой категории уступил Сулейману Билали.
В 2002 году вошёл в состав кенийской национальной сборной и стал серебряным призёром на Кубке короля в Кампале, проиграв в финале местному угандийскому боксёру Мартину Мубиру. При этом на Играх Содружества в Манчестере попасть в число призёров не смог, остановился в 1/8 финала.
В 2007 году дошёл до четвертьфинала на Всеафриканских играх в Алжире.
На Африканской олимпийской квалификации 2008 года в Алжире сумел дойти до финала — тем самым прошёл отбор на летние Олимпийские игры в Пекине. Уже в первом поединке категории до 51 кг со счётом 1:10 потерпел поражение от узбека Тулашбоя Дониёрова и сразу же выбыл из борьбы за медали.